# Marek Sachmaciński
Marek Janusz Sachmaciński (ur. 19 października 1953 w Przasnyszu) – polski sztangista i trener podnoszenia ciężarów.

## Życiorys
Syn Józefa i Ireny z Chrąkowskich. Ukończył w 1968 r. Szkołę Podstawową nr 1 w Przasnyszu. Absolwent Akademii Wychowania Fizycznego w Warszawie. 
Zawodnik klubów: LKS Grom Przasnysz i LKS Mazovia Ciechanów. Srebrny medalista w podrzucie wagi piórkowej (60 kg) na mistrzostwach świata w Gettysburgu (USA, 1978), brązowy medalista w rwaniu wagi piórkowej na mistrzostwach Europy w Havirov (1978: 4. miejsce w dwuboju). 3-krotny brązowy medalista mistrzostw Polski seniorów w wadze lekkiej (67,5 kg): 1979, 1980, 1983. Rekord życiowy w wadze piórkowej – 267,5 kg (1978), w wadze lekkiej – 305 kg (1983). Najlepszy sportowiec województwa ciechanowskiego w plebiscycie Tygodnika Ciechanowskiego za 1983 r. Trener Mazovii Ciechanów, wychował wiele reprezentantek Polski. Uhonorowany m.in. Medalem Za zasługi dla Polskiego Związku Podnoszenia Ciężarów i Odznaką Za zasługi dla województwa ciechanowskiego. 
Ojciec Barbary Sachmacińskiej-Bonk, teść Bartłomieja Bonka.